# Wiegand Pabsch
Wiegand Christian Pabsch (* 2. Mai 1932 in Glatz, Provinz Niederschlesien; † 4. März 2023 in Bonn) war ein deutscher Diplomat.

## Jugendjahre, Ausbildung
Seine Eltern Hermann Pabsch, Leiter des Tierzuchtamts für die Grafschaft Glatz, und Lucie geb. Rübartsch stammten aus seit Jahrhunderten dort ansässigen Bauernfamilien. 1946 wurde die Familie in die Sowjetzone vertrieben; Pabsch ging als Vierzehnjähriger ins freie Westdeutschland, wo er im Aloisiuskolleg in Bonn Aufnahme fand.
Ab 1952 studierte er als Stipendiat der Studienstiftung des Deutschen Volkes Rechtswissenschaft und Volkswirtschaft in Bonn, Spanisch in Valladolid und Sevilla und Politologie in Southampton. Er war Assistent der Bonner Rechtsfakultät und Rechtsreferendar u. a. beim Auswärtigen Ausschuss des Bundestags, fertigte für den UNHCR eine Studie zur Eingliederung von Displaced Persons, war Reiseleiter der Hubert-Tigges-Fahrten und engagierte sich in der Kommunalpolitik. Nach dem Assessorexamen war er Richter der Jugendstrafkammer in Bonn.

## Laufbahn im Auswärtigen Amt
1961 wurde er ins Auswärtige Amt berufen, war Attaché an der Botschaft Ankara, legte nach zweijähriger Ausbildung an der Diplomatenschule 1963 das Abschlussexamen ab und war persönlicher Mitarbeiter des Außenministers Gerhard Schröder. Die Bonner Rechtsfakultät promovierte ihn 1964 mit m.c.l. mit der Dissertation „Schutz der überstaatlichen Hoheitsgewalt im Strafrecht“ zum Dr. jur. Als Legationsrat der Botschaft Washington (1964–1967) berichtete er über die US-Politik in Europa, Lateinamerika und im Vietnamkrieg. Ab 1967 betreute er als Konsul in Kalkutta deutsche Interessen in den Bundesstaaten Westbengalen, Uttar Pradesh, Bihar, Orissa und Assam sowie im Amtsbezirk tätige Deutsche, u. a. im damals größten deutschen Entwicklungsprojekt, dem Stahlwerk Rourkela. Seit 1970 wirkte er im Auswärtigen Amt bei den Verhandlungen zum EG-Beitritt Großbritanniens mit; er war stellvertretender Referatsleiter für Kernenergie, Weltraum und Ozeanographie mit Zuständigkeit für atomare Nichtverbreitung, gehörte der EG-Verhandlungsdelegation zum Verifikationsabkommen mit der IAEO an und nahm an Konferenzen in Oslo und London zur Bekämpfung der Meeresverschmutzung teil.
Als Abrüstungsdirektor der NATO (1974–1977) war Pabsch für die Stabsarbeit bei MBFR und SALT sowie KSZE-Fragen verantwortlich und wirkte in der Öffentlichkeitsarbeit mit, u. a. mit einer Vortragsreise durch Kanada. Als Leiter des Grundsatzreferats für Außenwirtschaft und Rüstungsexporte im Auswärtigen Amt ab 1977 schloss er Investitionsschutzverträge mit drei Ländern und bearbeitete sensitive Rüstungsexportvorgänge. Als Wirtschaftsgesandter der Botschaft Washington war er ab 1980 u. a. mit dem transatlantischen Streit unter Reagan über Weltwirtschaftspolitik und Osthandel (Erdgas-Röhrenprojekt) befasst und nahm am Weltwirtschaftsgipfel in Williamsburg teil.1984/85 war er zuständig für den AA-Haushalt für Auswärtige Kulturpolitik (Goethe-Institute, Förderung der deutschen Sprache, Kulturaustausch, Medien- und Gesellschaftspolitik). In seiner Regie entstand ein Fernsehsprachkurs für China; er führte Kulturverhandlungen mit China, Griechenland, Pakistan, Saudi-Arabien und der Türkei, bereitete die deutsche Beteiligung am KSZE-Kulturforum Budapest vor und leitete mit Karl-Günther von Hase die Delegation bei diesem sechswöchigen Treffen führender Kulturpersönlichkeiten aus Ost und West. Die nächsten Jahre galten einer neuen Dimension der Außenpolitik: der Zusammenarbeit in Technologie, Nuklearfragen, Weltraum, Umwelt und Telekommunikation. Als Leiter einer neu geschaffenen Abteilung war er an zukunftsweisenden Themen (u. a. Weltraumprogramme, DARA-Gründung, digitaler Datenverkehr) beteiligt, vertrat die Bundesregierung in Leitungsgremien einschlägiger Organisationen und bei internationalen Konferenzen, schloss Abkommen mit Argentinien, Bulgarien, Frankreich, Österreich und Polen über wissenschaftlich-technologische Zusammenarbeit und Umweltfragen und führte Konsultationen u. a. mit der Sowjetunion, China und Japan. Beim Reaktorunfall von Tschernobyl war er für alle im AA ressortierenden Aufgaben verantwortlich.

## Deutscher Botschafter
Als Botschafter in Chile (1989–1993) sorgte er beim Wechsel von der Pinochet-Diktatur zur Demokratie für Wiederbelebung der über 16 Jahre stornierten Beziehungen in Politik, Wirtschaft, Wissenschaft und Kultur. Er knüpfte Verbindungen zwischen der demokratisch orientierten Bundeswehr und dem chilenischen Heer, förderte die Aufklärung in der berüchtigten Colonia Dignidad, wirkte für Freigabe des in Chiles Moskauer Botschaft geflüchteten Erich Honecker zur Strafverfolgung in Deutschland, bereitete Besuche des Bundeskanzlers in Chile und des Präsidenten Chiles in Deutschland vor und erläuterte den Prozess der deutschen Einheit in den Medien; an der von ihm veranstalteten Feier der deutschen Einheit im Oktober 1990 nahm als einziges Staatsoberhaupt weltweit Präsident Patricio Aylwin persönlich teil.
Als Botschafter in Argentinien (1993–1997) erlebte er den Aufstieg dieses Schwellenlandes unter Präsident Carlos Menem. Er förderte den Ausbau der bilateralen Wirtschafts- und Wissenschaftsbeziehungen, betrieb eine intensive Öffentlichkeitsarbeit und bereitete Besuche des Bundeskanzlers in Argentinien sowie des Präsidenten Menem in Deutschland vor. Er war Gastgeber einer Konferenz deutscher Botschafter, bilateraler Unternehmertreffen und hochrangiger deutscher Besucher aus Politik und Wirtschaft. 1998 entsandte ihn das Bundespresseamt zu einer Vortragsreise über die Europäische Wirtschafts- und Währungsunion und den Euro nach Lateinamerika.

## Präsident des Internationalen Clubs La Redoute Bonn e. V.

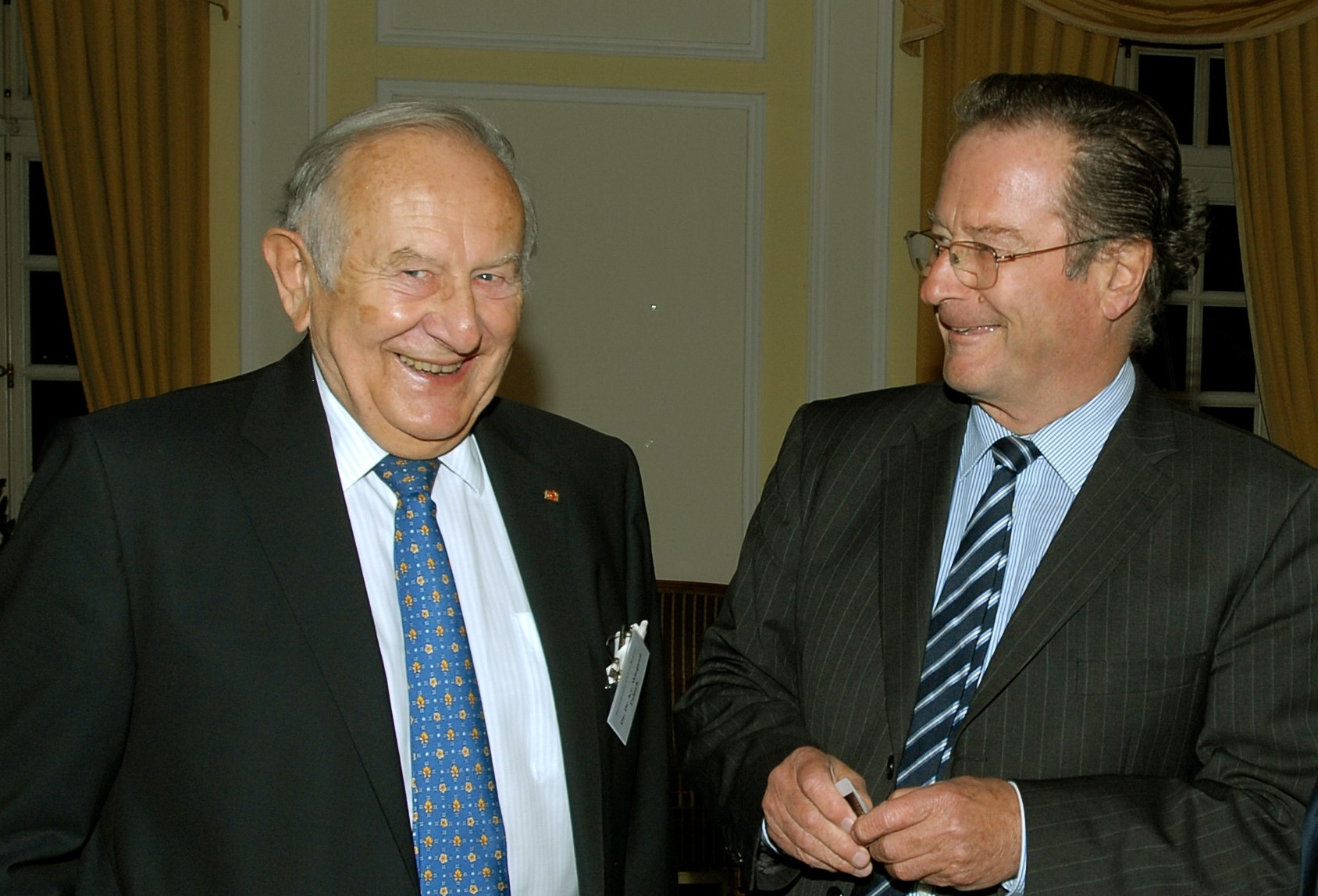
Dr. Wiegand Pabsch anlässlich seiner Verabschiedung als Präsident des Internationalen Clubs La Redoute gemeinsam mit Dr. Klaus Kinkel.

1998 wurde Pabsch in den Vorstand des Clubs und 1999 zum Präsidenten gewählt. Er gab dem angesehenen Diplomatenclub nach Wegzug des Bundes nach Berlin neues Profil als Diskussions- und Begegnungsforum für Bürger aller Bereiche, indem er die Thematik über internationale Politik hinaus auf Innen- und Gesellschaftspolitik, Wirtschaft, Wissenschaft und Kultur erweiterte. Er gewann Ministerpräsident Wolfgang Clement als Ehrenpräsidenten, gründete einen Wirtschaftskreis und einen International Roundtable und organisierte Begegnungsreisen in 13 Länder. Mit erstrangigen Rednern, 65 Veranstaltungen im Jahr und einer von 350 auf 800 gewachsenen Mitgliederzahl hält der Club einen Spitzenplatz im Gesellschaftsleben im Raum Bonn-Rhein-Sieg. 2010 wurde Pabsch nach 12-jähriger Tätigkeit mit einem Symposium zur Zukunft Europas und einer Laudatio von Bundesminister a. D. Kinkel verabschiedet und zum Ehrenmitglied ernannt. Er war Mitglied in zahlreichen Beiräten, u. a. der Andheri Hilfe in Bonn.

## Ehrungen und Auszeichnungen
Wiegand Pabsch war Doctor h. c. der Universidad Católica de Córdoba (Argentinien) und Träger der Verdienstorden der Bundesrepublik Deutschland (Verdienstkreuz am Bande und Erster Klasse), des Großen Goldenen Ehrenzeichens für Verdienste um die Republik Österreich und des Orden Bernardo O’Higgins der Republik Chile sowie „25 de Mayo“ der Republik Argentinien mit Stern und Schulterband.

## Privat
Pabsch war verheiratet und hatte drei Töchter und einen Sohn. Er sprach neben Deutsch auch Englisch, Französisch, Spanisch und Italienisch.

## Veröffentlichungen
- Zeitgeschichten aus dem Leben eines Taugenichts (Memoiren), Bouvier Verlag Bonn 5. Aufl. ISBN 978-3-416-03021-2.[6]
- Der strafrechtliche Schutz der überstaatlichen Hoheitsgewalt; Verlag Röhrscheid Bonn, 1965, 212 S.
- Das Kulturforum der KSZE in Budapest, Europa-Archiv No. 7/1986, S. 211–216.

Ferner veröffentlichte Pabsch zahlreiche Aufsätze zu Themen der internationalen Politik in außenpolitischen Fachzeitschriften und hielt Vorträge in vielen Ländern (u. a. USA, Kanada, Indien, Israel, Chile, Argentinien und Venezuela).